# Ткачик короткокрилий
Тка́чик короткокрилий (Ploceus nigricollis) — вид горобцеподібних птахів ткачикових (Ploceidae). Мешкає в Західній, Центральній і Східній Африці.

## Опис

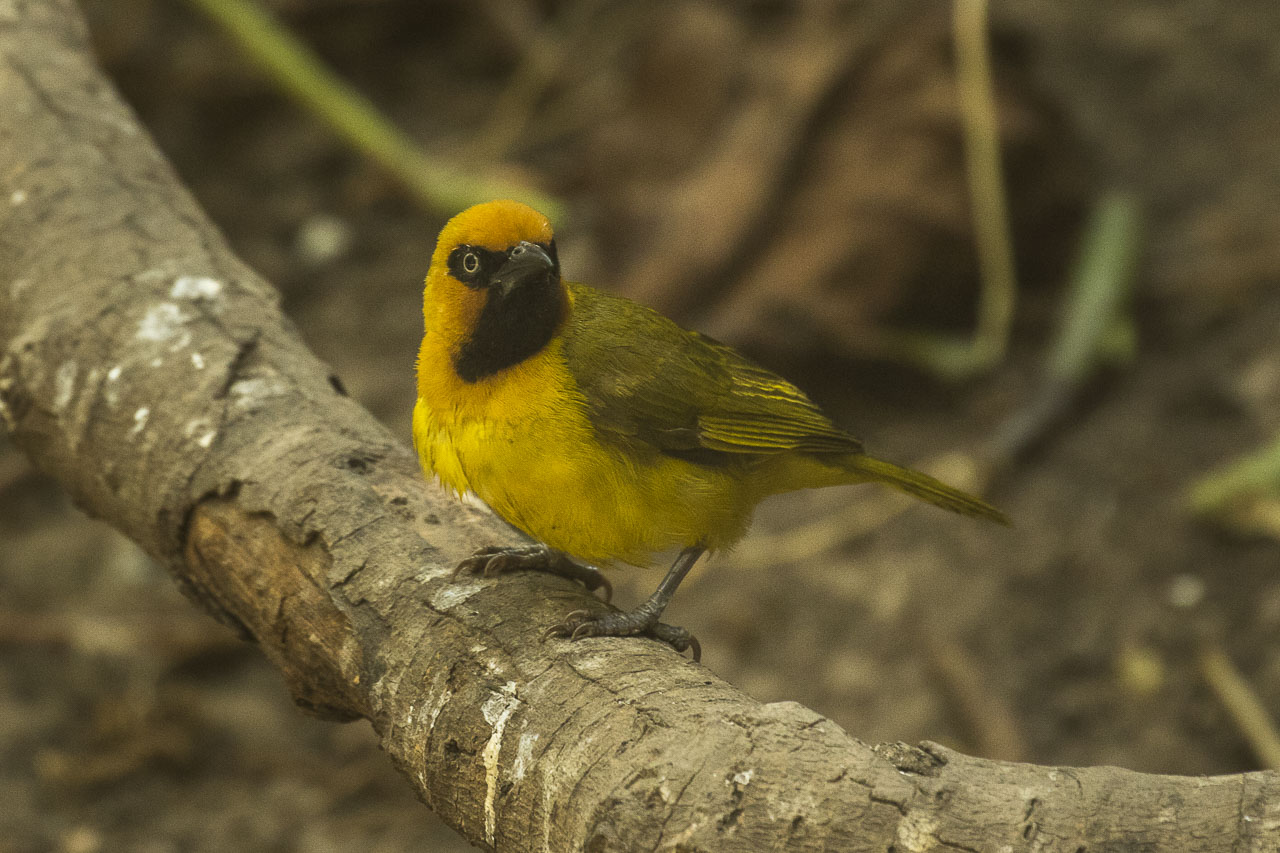
Короткокрилий ткачик (підвид P. n. brachypterus)

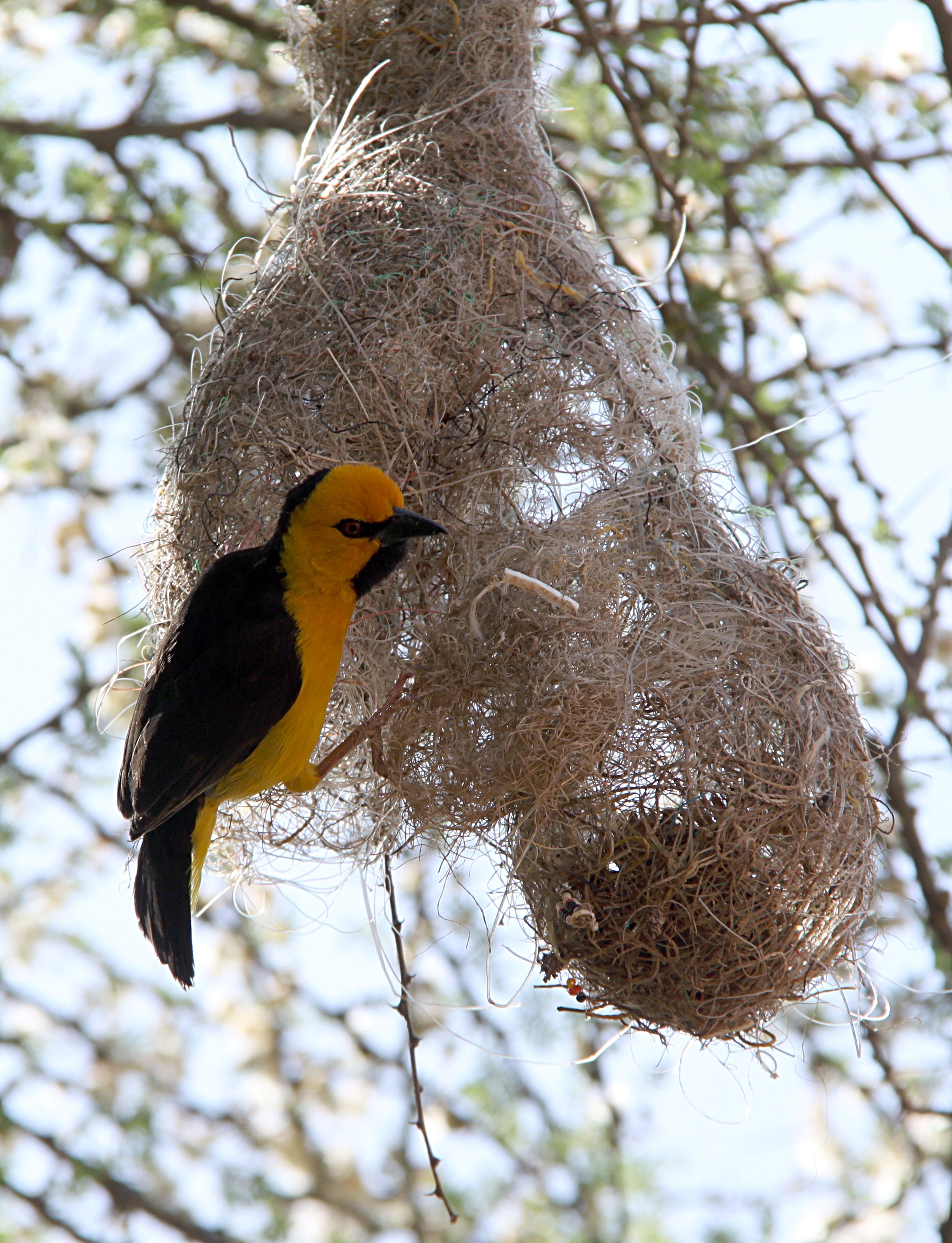
Короткокрилий ткачик (підвид P. n. melanoxanthus)

Довжина птаха становить 15-17 см. вага 23-30 г. У самців номінативного підвиду верхня частина тіла і крила оливкові, нижня частина тіла і голова жовті. На обличчі чорна "маска", на грудях чорний "комірець". Очі жовтуваті. під час негніздового періоду у самців голова жовта, тім'я оливкове, верхня частина тіла білувато-сіра. У самиць верхня частина тіла і крила оливкові, нижня частина тіла і голова жовті, на обличчі чорна "маска", "комірець" на грудях відсутній. У представників підвидів P. n. nigricollis і P. n. melanoxanthus верхня частина тіла і хвіст чорні.

## Підвиди
Виділяють чотири підвиди:
- P. n. brachypterus Swainson, 1837 — від Сенегалу і Гамбії до західного Камеруну;
- P. n. nigricollis (Vieillot, 1805) — від східного Камеруну до Південного Судану, західної Кенії, північно-західної Танзанії, півдня ДР Конго і Анголи;
- P. n. po Hartert, E, 1907 — острів Біоко;
- P. n. melanoxanthus (Cabanis, 1878) — від південної Ефіопії і південного Сомалі до центральної і східної Кенії та північно-східної Танзанії.

Деякі дослідники виділяють підвиди P. n. brachypterus і P. n. po у окремий вид Ploceus brachypterus.

## Поширення і екологія
Короткокрилі ткачики живуть у вологих рівнинних і мангрових тропічних лісах, в саванах і на плантаціях. Зустрічаються поодинці або парами. Живляться переважно комахами. Гніздяться переважно парами, іноді колоніями. Гніздо кулеподібне з довгим трубкоподібним бічним входом. В кладці 2 блакитнуватих або білуватих яйця, поцяткованих червоними плямками.